# Chrysotimus flavisetus
Chrysotimus flavisetus är en tvåvingeart som beskrevs av Negrobov 1978. Chrysotimus flavisetus ingår i släktet Chrysotimus och familjen styltflugor. Inga underarter finns listade i Catalogue of Life.